# Archilejeunea fuergiana
Archilejeunea fuergiana là một loài Rêu trong họ Lejeuneaceae. Loài này được (Besch. & C. Massal.) Stephani mô tả khoa học đầu tiên năm 1911.